# Кринична (притока Вільнянки)
Кринична (рос. Б. Кринична) — балка (річка) в Україні у Вільнянському районі Запорізької області. Ліва притока Вільнянки (басейн Дніпра).

## Опис
Довжина балки приблизно 4,31 км, найкоротша відстань між витоком і гирлом — 4,03 км, коефіцієнт звивистості річки — 1,07. Формується декількома безіменними балками та загатами.

## Розташування
Бере початок на північній стороні від села Василівське. Тече переважно на північний захід понад селом Криничне і на північно-східній стороні від села Михайлівки впадає у річку Вільнянку, ліву притоку Дніпра.

## Цікаві факти
- На західній стороні від гирла на відстані приблизно 3,06 км у селі Михайлівці пролягає автошлях М18[2] (автомобільний шлях міжнародного значення на території України. Проходить територією Харківської, Дніпропетровської, Запорізької, Херсонської областей та АРК. Збігається з частиною європейського маршруту E105 (Кіркенес — Санкт-Петербург — Москва — Харків — Ялта))
- У XIX столітті понад балкою існувало декілька скотних дворів[1].